# Südstadt (Flensburg)

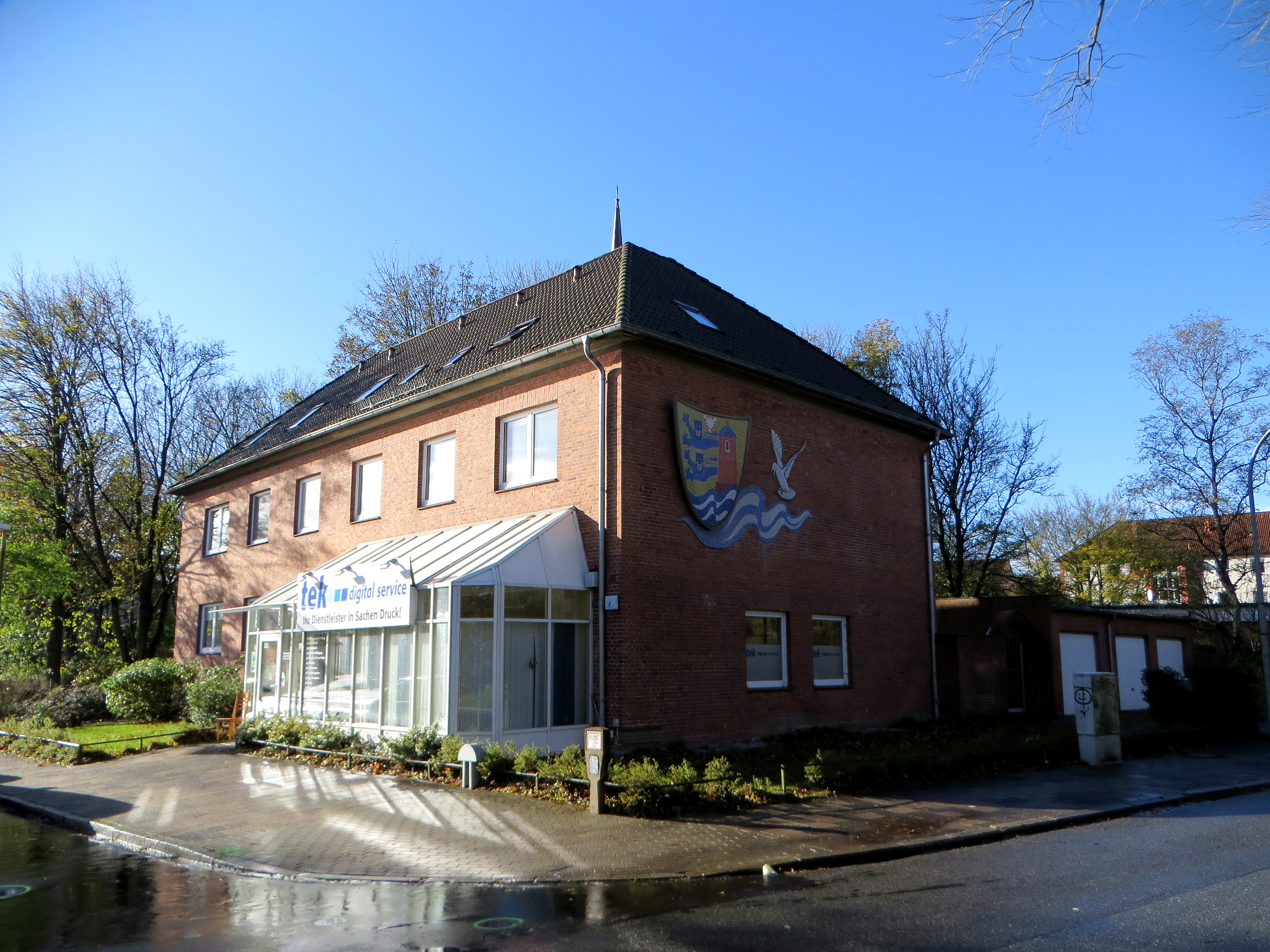
Gebäude auf der Rude mit großem Flensburg-Wappen

Die Südstadt (dänisch Sydstaden) Flensburgs liegt südlich der Innenstadt. Kirche des Stadtteils ist die in den 1950er Jahren entstandene Pauluskirche. Der Name Südstadt ist offensichtlich eine Analogbildung zum Namen des Stadtteils Nordstadt, wo sich ergänzender Weise die St. Petrikirche befindet.

## Stadtbezirke der Südstadt
Die Südstadt besteht aus drei Stadtbezirken. Erstens Martinsberg mit dem Munketoftstift und dem Bahnhofsviertel, zum zweiten dem Stadtbezirk Rude und als drittes Peelwatt.

## Geschichte

### Das Gebiet im Mittelalter
Im Mittelalter lag Rude, der älteste Teil des Stadtteils Südstadt, außerhalb der Stadtmauern und Stadttore Flensburgs. Aus der Stadt gelangte man über das Rote Tor nach Rude. Dort lag ein Wald, von dem die Stadt Holz bezog, weshalb die Stadt an diesem Gebiet interessiert war. 1398 wurde Rude eingemeindet.

### Das Gebiet im 19. Jahrhundert
In den 1830er Jahren wurde in dem Gebiet die Backensmühle, eine Ölmühle, die zum Mühlentyp der Holländerwindmühlen gehörte, errichtet.

### Das Gebiet im 20. Jahrhundert
Anfang des 20. Jahrhunderts befand sich an der Kreuzung der Schleswiger Straße und Eckernförder Landstraße schon das Gasthof St. Pauli. 1904 wurde bei der Eckernförder Landstraße ein städtisches Krankenhaus eingerichtet. Von der „Klinik-Süd“, die bis 1991 bestand, blieb bis heute das Cholerahaus erhalten. In den 1910er bis 1920er Jahren entstand das Bahnhofsviertel. Durch den Bau der Bahnschleife, auch nordschleswigschen Schleife genannt, geriet Rude mit Peelwatt zusammen in eine Insellage. Am 1. Dezember 1927 wurde der Bahnhof Flensburg eröffnet. Mit dem Bahnhof entstand auch der Carlisle-Park. Viele Gebäude des Viertels wurden als Kulturdenkmal im Bereich Südstadt eingetragen. Ebenfalls im 20. Jahrhundert wurde im Bereich des Bahnhofsviertels die Flensburger Feuerwehr angesiedelt. Schräg gegenüber der Feuerwehr wurde 1981 das neue Hauptpostamt der Stadt eröffnet.
In der Eckernförder Straße befand sich in der Zeit des Zweiten Weltkriegs außerdem das Lager St. Pauli, in dem Sinti und offenbar auch Zwangsarbeiter interniert wurden. Während eines Luftangriffes auf Flensburg in der Nacht vom 1.–2. Oktober 1942 wurde die Backensmühle, die auch „Mühle St. Pauly“ genannt wurde, durch einen abgestürzten, brennenden Bomber zerstört. Nach dem Zweiten Weltkrieg wurde das Lager St. Pauli mit Flüchtlingen belegt. In den 1950er Jahren bemühte sich die Stadt, die Wohnumstände der Flüchtlinge zu verbessern, um die Flüchtlingslager der Stadt schließlich schrittweise auflösen zu können. Irgendwann in dieser Zeit dürfte das Lager geschlossen worden sein. Im Jahr 1955 beschloss der Kirchenvorstand von St. Nikolai, der für das Gebiet der Südstadt zuständig war, den Bau einer eigenen Kirche für den Stadtteil, womit die Paulusgemeinde entstand. Der Grundstein für die Pauluskirche in der Straße Tegelbarg wurde 1959 gelegt. Am 16. Oktober 1960 wurde die Kirche schließlich geweiht. Der Name St. Pauli wird heute offenbar noch als Flurbegriff im Bereich Schleswiger Straße/Eckernförder Landstraße verwendet, wo früher die erwähnte Gastwirtschaft stand. Die zwei Bushaltestellen tragen in diesem Bereich den Namen St. Pauli.
1960 bis 1962 wurde südlich der Straße Zur Bleiche und der Eckernförder Landstraße ein neues Gewerbegebiet eingerichtet. 1990 wurde die Klinik Süd geschlossen. Im Jahre 1996 wurde der Förde-Park am südlichen Rand der Südstadt eröffnet.

### Die Südstadt heutzutage

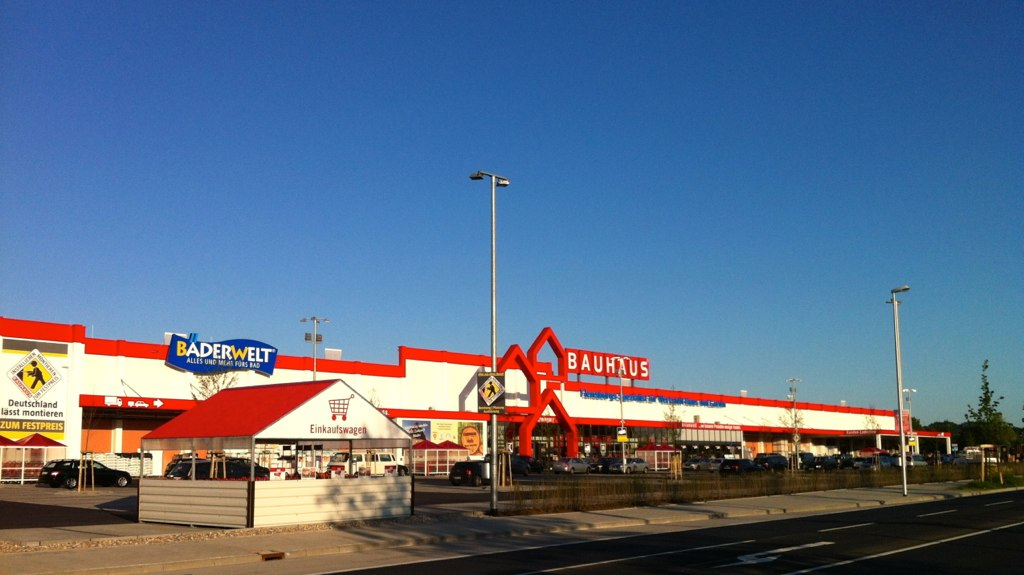
Im Gewerbegebiet der Südstadt befinden sich zahlreiche große Läden (Foto 2012)

In den letzten Jahren wird eine weitgehende Neugestaltung des Bahnhofsviertels diskutiert. Vom Bahnhofsviertel gelangt man mit dem Auto nur über Umwege zum restlichen Teil der Südstadt. Zu Fuß gelangt man über den Gehweg Serpentine direkt vom Bahnhof nach Rude, wobei besagter Gehweg bergaufwärts führt, weshalb zur Erleichterung ein Fahrstuhl diskutiert wird. Im Süden der Südstadt befindet sich der Fördepark.